# Festuca jubata
Festuca jubata là một loài thực vật có hoa trong họ Hòa thảo. Loài này được Lowe mô tả khoa học đầu tiên năm 1838.